# Hans-Günter Krack
Hans-Günter Krack (* 29. September 1921 in Zittau; † um 2000) war ein deutscher Schriftsteller, der in der DDR lebte und hauptsächlich Kinder- und Jugendliteratur schrieb.

## Leben
Krack machte eine Lehre als Schlosser und war ab 1940 Soldat im Zweiten Weltkrieg. 1943 wurde er von einem Kriegsgericht verurteilt und kam 1945 in US-amerikanische Gefangenschaft. Er lebte nach dem Krieg als Schlosser in Düsseldorf, siedelte jedoch 1949 in die DDR über, wo er als freischaffender Schriftsteller und Journalist in Berlin lebte.

## Werke
- Kriegsgericht (Erzählung, 1948)
- Um dieses Leben (Novellen, 1949)
- Hein auf Indianerjagd (1951)
- Stellwerk Nord gibt Fahrt frei (Erzählung, 1952)
- Jo und Hilde setzen sich durch (Erzählung, 1952)
- Ein Jahr und noch ein halbes (1952)
- Um eine Pferdelänge (1953)
- Ferienexpress D 104 (1953)
- Anschlag auf E 7 (1953)
- Die Geschichte vom neidischen Dorle. Eine Mädchenerzählung (1955)
- Steuermann aus Liebe. Roman (1956)
- Zwei in der Nacht. Roman (1957)
- Rainer und die Puppenmutter. Eine lustige Mädchengeschichte (1957)
- Die verhexten Apfelbäume und andere Schmunzelgeschichten (1958)
- Die Entführung der „Antonia“ (1959)
- Der verhängnisvolle Anker (1960)
- Zu wem gehst du, Andrea? (1963)
- Gib nicht auf, Regina (1965)
- Das Mädchen mit den zwei Gesichtern (1966)
- Kein Zurück für Elke (1969)
- Petra und die Eisenbahnräuber (1971)
- Verliebt in eine Lady (1978)
- Jens auf dem Strom (1981)